# Kimberley
Kimberley je hlavním a největším městem provincie Severní Kapsko, leží na severovýchodě v Jihoafrické republiky ve vnitrozemí, přibližně 110 km jižně od soutoku řek Vaal a Orange.

## Historie
Území bylo původně osídleno polonomádským černošským kmenem Griqua, jehož příslušníky postupně zotročili nizozemští a britští kolonisté, zejména Sjednocená východoindická společnost. V roce 1866 zde Erasmus Jacobs našel v říčním korytu řeky Orange první diamant. Následovali jej první kolonisté a plantážníci. 

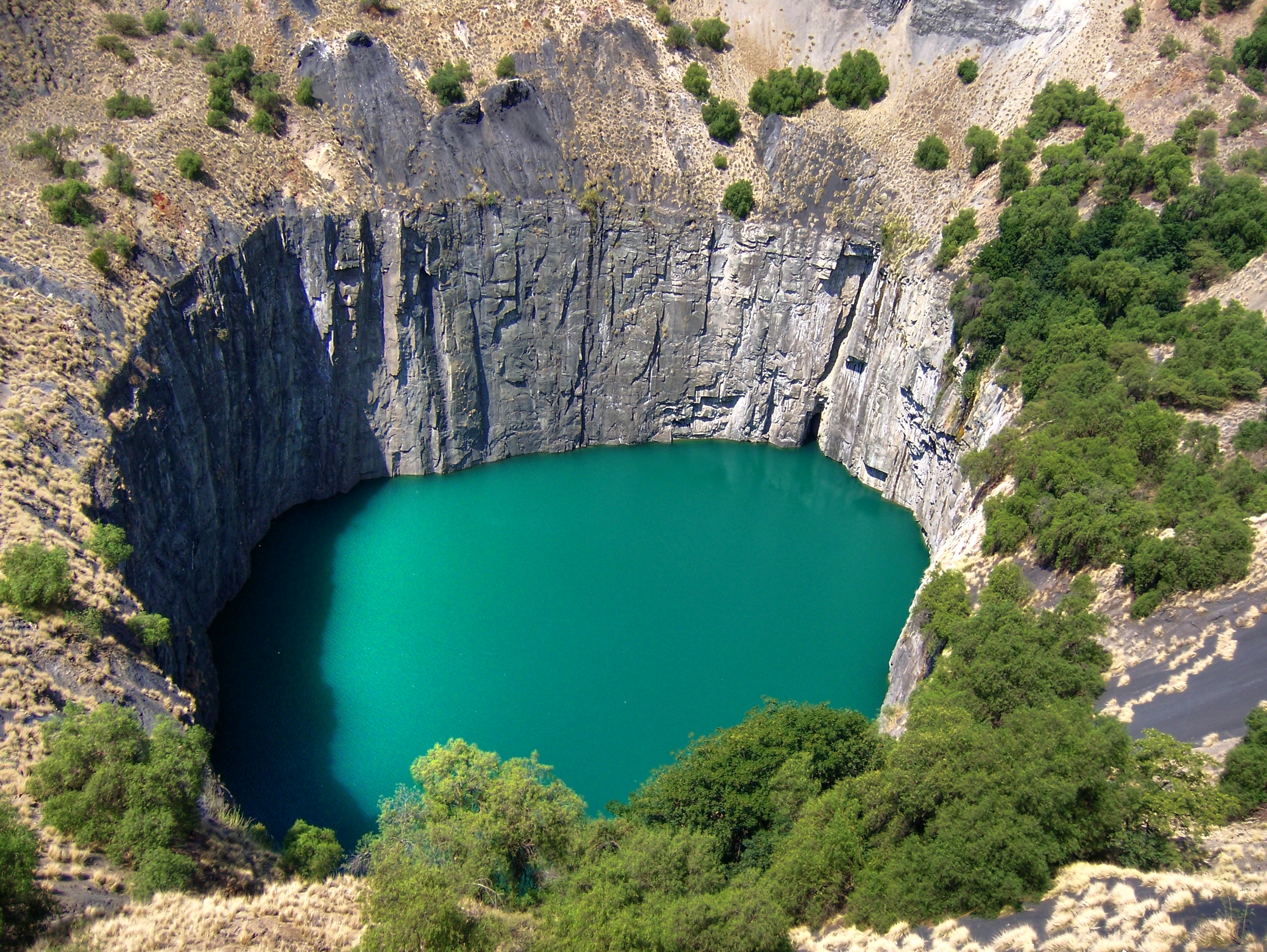
Big Hole, největší historický důl

Nizozemští kolonisté pojmenovali osadu Vooruitzigt, v roce 1871 byla přejmenována na New Rush, když byla téhož roku objevena ložiska diamantů. 
V roce 1873 se díky těžbě diamantů sídlo značně rozrostlo, bylo přejmenováno na současné Kimberley, stalo se sídlem guvernéra a soudu. 
Město Kimberley se  2. září 1882 se stalo prvním městem jižní polokoule s elektrickým veřejným osvětlením. Bylo zde sídlo nejvyššího soudu a první jihoafrická burza cenných papírů. Při druhé búrské válce se od 14. října 1899 do 15. února 1900 odehrála bitva o Kimberly, v níž byl Oranžský svobodný stát poražen a zvítězili Britové.
Hledání a těžbu diamantů v 70.-90. letech organizovali kolonisté jako Cecil Rhodes a Barney Barnato. Také v dělnických profesích se zpočátku účastnili běloši i černoši. S rostoucí hloubkou výkopů ovšem ubývalo černošských prospektorů následkem seskupování koncesí. Poslední černošský prospektor, reverend Gwayl Tyamzashe, Kimberley opustil v roce 1883. Ložiska diamantů a jejich těžbu pak ovládla společnost De Beers, za niž stáli evropští finančníci (například Rothschild), Cecil Rhodes a Alfred Beit, nejvýznamnější světový nákupčí diamantů. Od roku 1885 se těžilo ve velkých hloubkách – huťmistry zde byli běloši, ti kontrolovali práci černošských horníků. V zájmu lepší kontroly pracovní síly a zabránění krádeží byli migrující černošští pracovníci, často mladí muži kmenů jako Pedi, jejichž náčelníci si tímto způsobem chtěli obstarat prostředky na nákup zbraní, nuceni žít v ohrazených táborech. Postupně se objevovali pracovníci i ze vzdálenějších míst jako Zimbabwe. Stejný postup byl použit i ve Witwatersrandu, kde byla v roce 1886 zahájena těžba zlata.

## Kimberlit
Jménem města byla pojmenována hornina kimberlit v níž zde byly v roce 1871 nalezeny diamanty. Ty se zde těžily v tzv. „Velké díře“ (Big Hole) až do roku 1914.

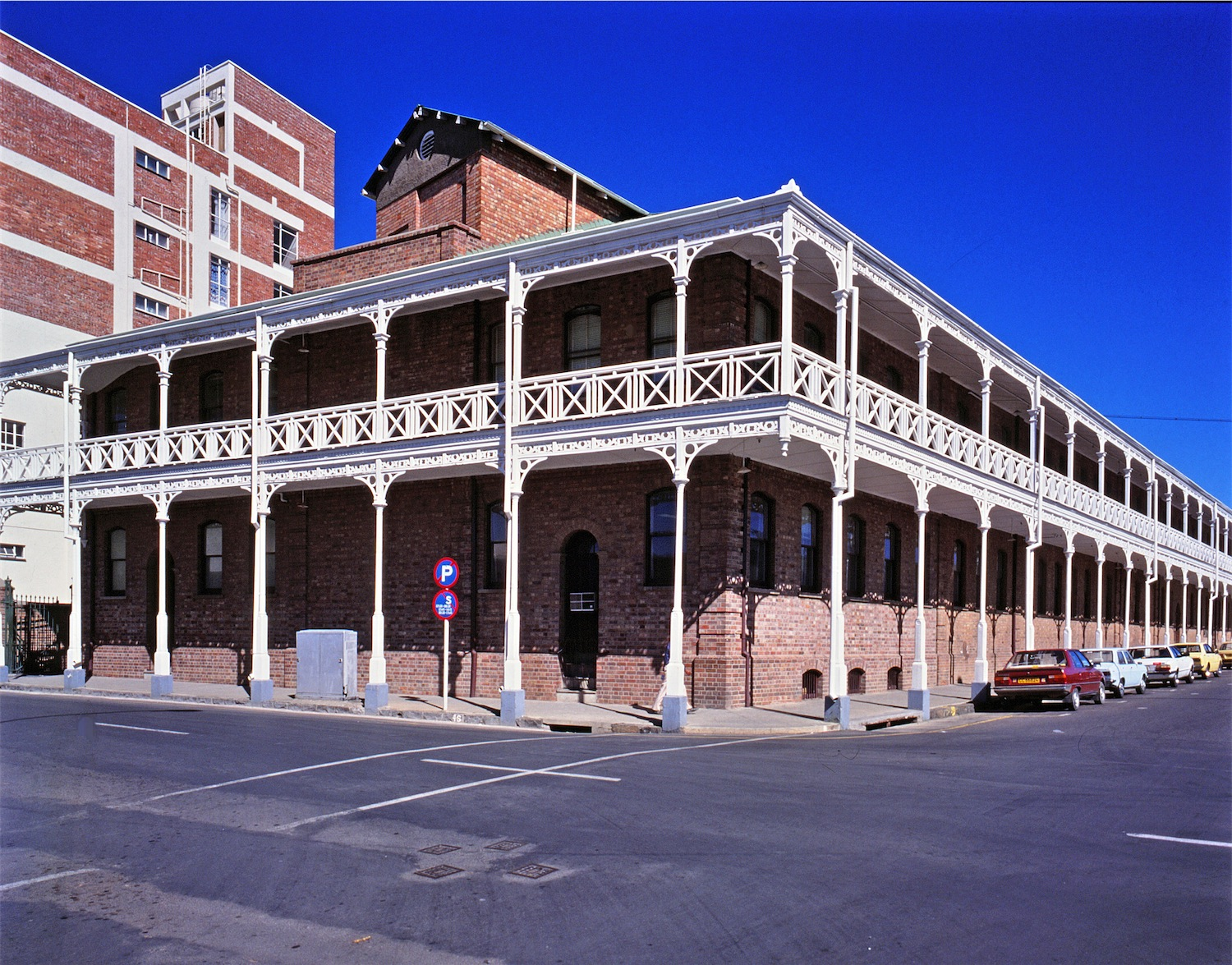
Sídlo De Beersovy těžební společnosti z roku 1887

## Památky
- Budova Nejvyššího soudu
- Radnice - novoklasicistní budova
- Kostel církve metodistů - novogotická stavba
- Big Hole - nejstarší důl s muzeem těžby diamantů
- Sídlo De Beersovy těžební společnosti z roku 1887
- Památník obětem druhé búrské války (bitvy o Kimberley)

## Školství
Město má tradici nizozemských a britských škol. V současnosti zde působí dvě vysoké školy. 
- Univerzita Sol Plaatje je moderní veřejná škola, otevřená v roce 2014. Vzhledem k přírodnímu, zejména nerostnému bohatství a památkám se specializuje na přírodovědné obory, dále na muzejní management, archeologii, domorodé jazyky a restaurování architektury.
- Qualitas Career Academy je soukromá vysoká škola managementu, obchodního a firemního školení.

## Galerie

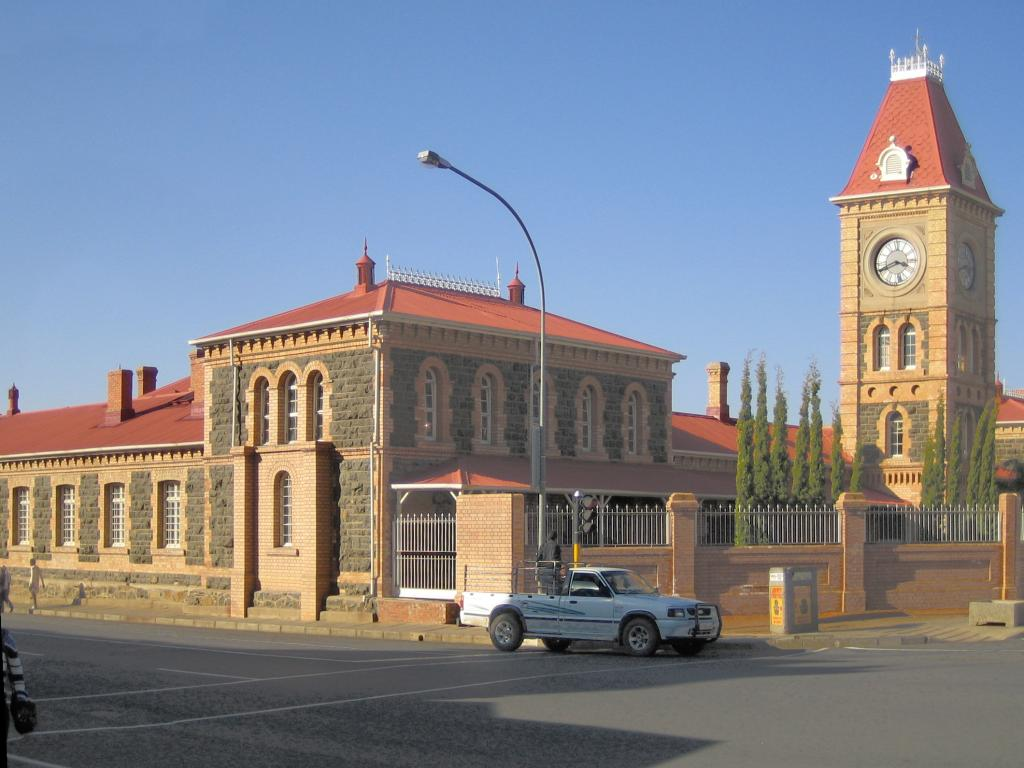
Budova Nejvyššího soudu
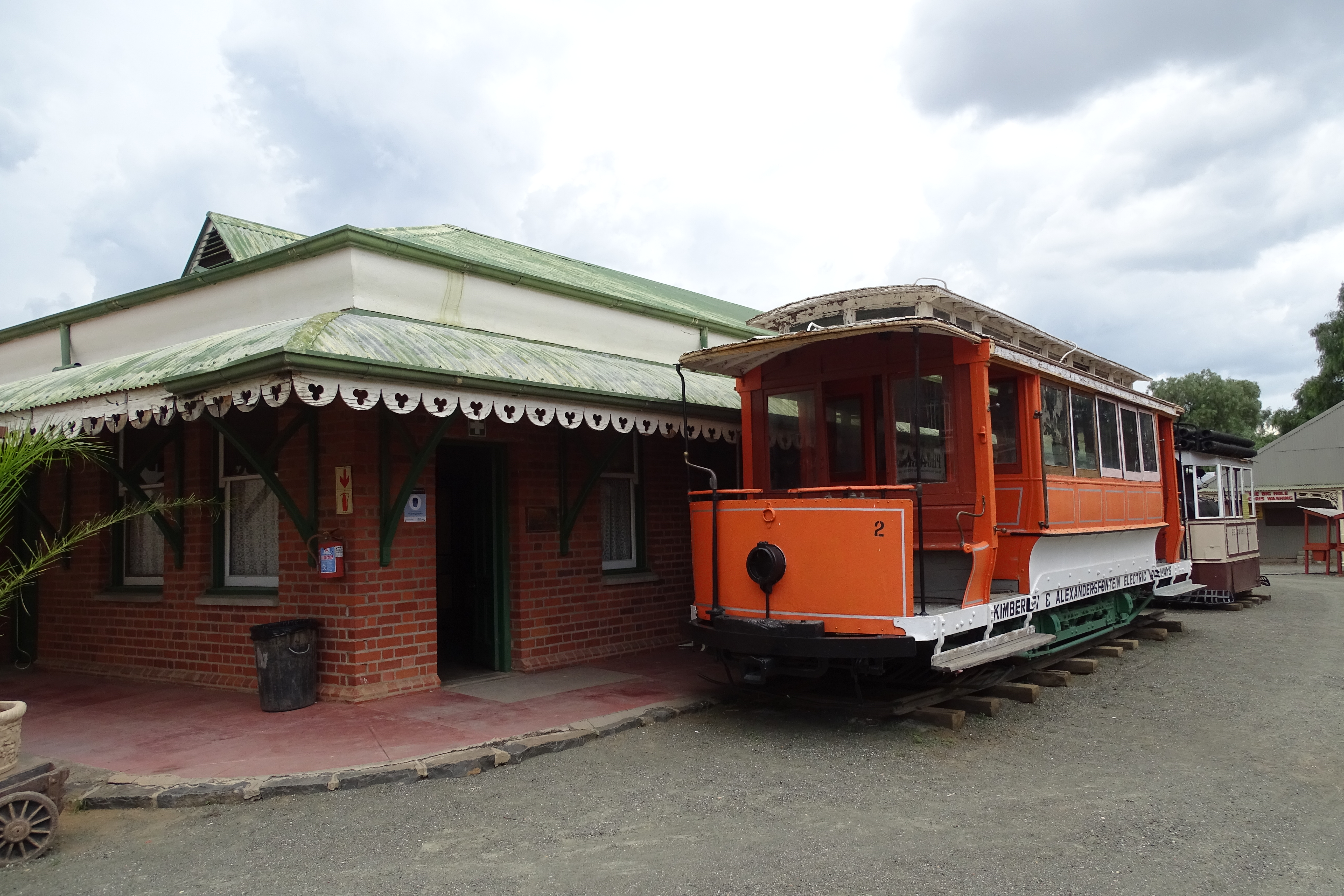
Muzeum těžby diamantů, ukázka života na konci 19. století.
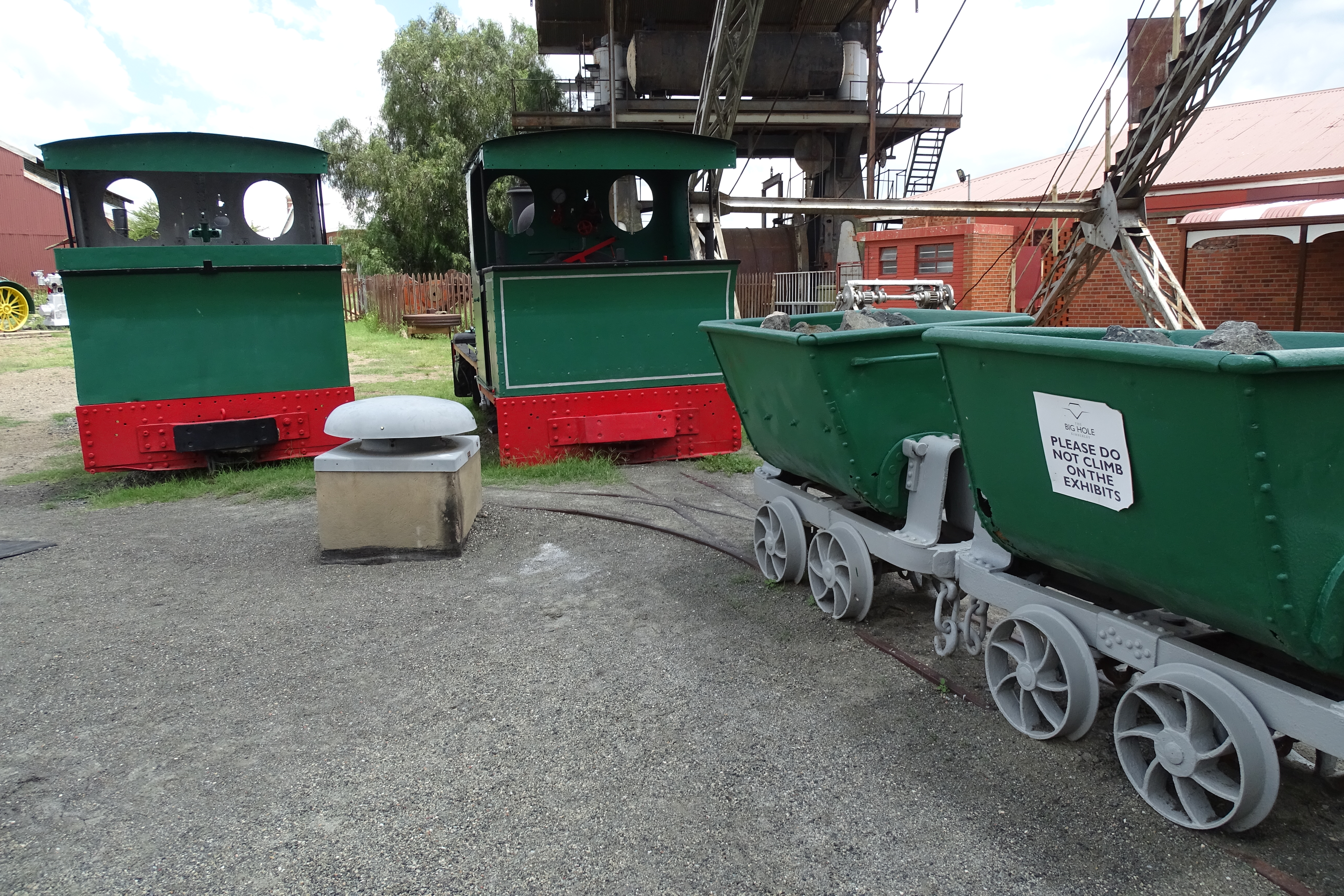
Těžební vozíky v Muzeu těžby diamantů
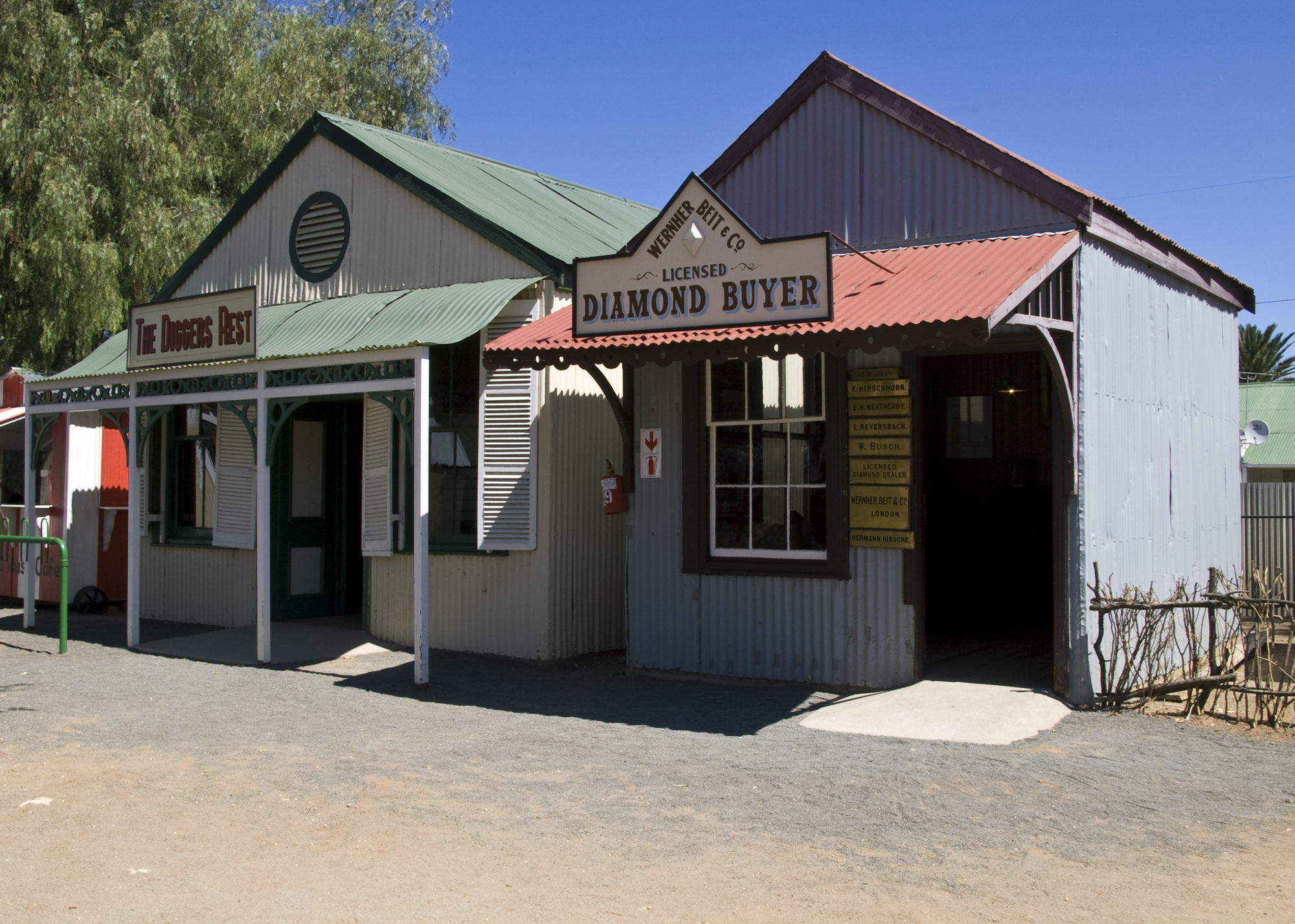
Venkovní expozice hornického muzea
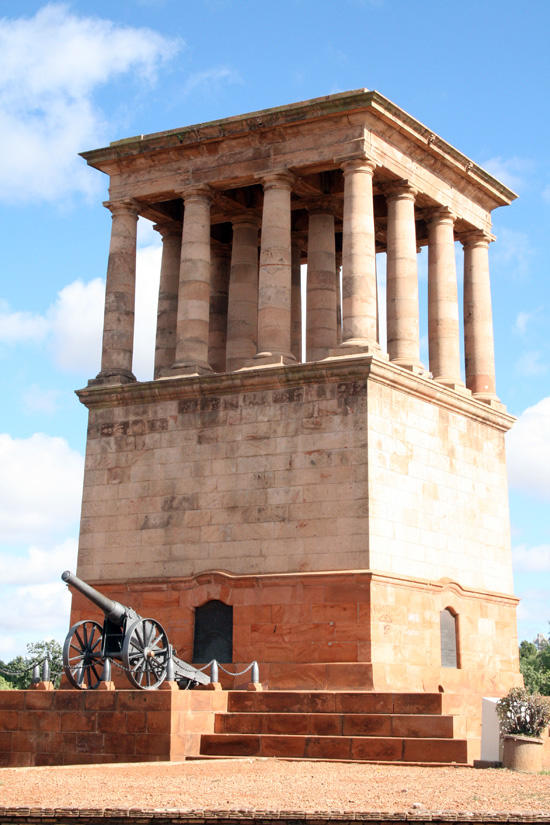
Válečný památník

## Osobnosti
- Cecil Rhodes (1853–1902)- britský podnikatel a politik, zakladatel De Beersovy společnosti
- Barney Barnato (1851–1897)- britský kolonista a podnikatel
- Gwayl Tyamzashe - jihoafrický prospektor diamantových dolů